# Čapljina
Čapljina je grad u južnom dijelu Bosne i Hercegovine.
Nalazi se u dolini rijeke Neretve, na važnom raskrižju putova sa sjevera na jug. 

## Zemljopis
Grad Čapljina je smještena svojim većim dijelom uz rijeku Neretvu i njenim pritokama Bregavi, Trebižatu i Krupi, koje se ulijevaju južno od samog grada Čapljine. 
Grad graniči s gradom Ljubuškim na zapadu, općinom Čitluk na sjeverozapadu, gradom Mostarom na sjeveru, općinom Stolac na istoku, općinom Neum na jugu te na jugozapadu državnom granicom prema gradu Metkoviću u Republici Hrvatskoj.
Kroz Čapljinu prolazi važni magistralni i željeznički put koji spaja Jadransko more s Hercegovinom i dalje prema srednjoj Europi.

## Stanovništvo

### Popisi 1971. – 1991.
| Stanovništvo općine Čapljina |                  |                  |                  |
| godina popisa                | 1991.            | 1981.            | 1971.            |
| Hrvati                       | 14.969 (53,68 %) | 13.931 (53,51 %) | 12.603 (53,72 %) |
| Muslimani                    | 7672 (27,51 %)   | 6830 (26,23 %)   | 6781 (28,90 %)   |
| Srbi                         | 3753 (13,46 %)   | 3467 (13,31 %)   | 3672 (15,65 %)   |
| Jugoslaveni                  | 1047 (3,75 %)    | 1566 (6,01 %)    | 193 (0,82 %)     |
| ostali i nepoznato           | 441 (1,58 %)     | 238 (0,91 %)     | 210 (0,89 %)     |
| ukupno                       | 27.882           | 26.032           | 23.459           |

#### Čapljina (naseljeno mjesto), nacionalni sastav
| Čapljina           |                |                |                |
| godina popisa      | 1991.          | 1981.          | 1971.          |
| Hrvati             | 3067 (41,11 %) | 2542 (41,05 %) | 1854 (39,89 %) |
| Muslimani          | 2191 (29,37 %) | 1661 (26,82 %) | 1605 (34,53 %) |
| Srbi               | 1267 (16,98 %) | 896 (14,47 %)  | 945 (20,33 %)  |
| Jugoslaveni        | 707 (9,47 %)   | 955 (15,42 %)  | 125 (2,68 %)   |
| ostali i nepoznato | 229 (3,07 %)   | 137 (2,21 %)   | 118 (2,53 %)   |
| ukupno             | 7461           | 6191           | 4647           |

### Popis 2013.
| Stanovništvo grada Čapljine |                  |
| godina popisa               | 2013.            |
| Hrvati                      | 20.538 (78,52 %) |
| Bošnjaci                    | 4541 (17,36 %)   |
| Srbi                        | 714 (2,73 %)     |
| ostali i nepoznato          | 364 (1,39 %)     |
| ukupno                      | 26.157           |

| Čapljina – naseljeno mjesto |                |
| godina popisa               | 2013.          |
| Hrvati                      | 4724 (81,82 %) |
| Bošnjaci                    | 687 (11,90 %)  |
| Srbi                        | 176 (3,05 %)   |
| ostali i nepoznato          | 187 (3,24 %)   |
| ukupno                      | 5774           |

## Naseljena mjesta
Grad Čapljinu sačinjavaju sljedeća naseljena mjesta:
Bajovci, 
Bivolje Brdo, 
Crnići, 
Čapljina, 
Čeljevo, 
Doljani, 
Domanovići, 
Dračevo, 
Dretelj, 
Dubravica, 
Gabela, Gabela Polje,
Gnjilišta, 
Gorica, 
Grabovine, 
Hotanj, 
Jasenica, 
Klepci, 
Lokve, 
Modrič,
Opličići, 
Počitelj, 
Prćavci, 
Prebilovci, 
Sjekose, 
Stanojevići, 
Struge, 
Svitava, 
Ševaš Njive, 
Šurmanci, 
Tasovčići, 
Trebižat, 
Višići i 
Zvirovići.

## Uprava
Gradsku upravu čine: gradonačelnik, Ured načelnika, Gradsko vijeće, Javno pravobraniteljstvo, te gradske službe: Odjel opće uprave, Odjel prostornog uređenja i graditeljstva, Odjel geodetskih i imovinsko-pravnih poslova, Odjel gospodarstva, Odjel za društvene djelatnosti, povratak i obnovu, te Odjel civilne zaštite.
Čapljina ima 27 mjesnih zajednica s pripadajućim naseljenim mjestima i selima, sa sjedištem i brojem članova Povjerenstva kako slijedi:
| - Bivolje Brdo - Bobanovo Selo - Čapljina I - Čapljina II - Čeljevo - Doljani - Domanovići - Dračevo - Dretelj | - Gabela - Gabela Polje - Gnjilišta - Grabovine - Klepci - Lokve - Opličići - Počitelj – Hotanj - Prćavci | - Prebilovci - Svitava - Gorica – Struge - Šurmanci - Šuškovo Naselje - Višići - Tasovčići - Trebižat - Zvirovići |

## Povijest
Položaj, bogatstvo vode, plodne zemlje i blaga klima od davnima su privlačili ljude koji su na ovim područjima živjeli još od brončanog doba.
U rimskom dobu ovaj kraj bio na važnoj rimskoj prometnici. Italski kolonisti su se relativno rano doselili u šire područje Narone, gdje su se italski kolonisti organizirali u konvent rimskih građana. U Narezima, Tasovčići nađen je spomenik posvećen Oktavijanu datiran u 36/35. pr. Kr. Svjedoči da su stanovnici područja donje Neretve bili vjerni i pouzdani Rimskom Carstvu. Cesta Salona – Narona – Leusinium – Scodra bila je dionica velike prometnice od Akvileje do Carigrada, a prolazila je kroz Dalmaciju preko Hercegovine. Od Čapljine je vodila preko Stoca – Diluntum do Panika na Trebišnjici – Leusinium, i dalje preko Crne Gore u Skadar. Od vicinalnih cesta (viae vicinales) koji su povezivali manja mjesta, naselja i rudnike, jedan pravac je iz Narone išao je u unutrašnjost Bosne i to Narona – Čapljina – dolina Neretve do Bijelog Polja – Nevesinjsko polje – Boračko jezero – Konjic – Ivan-planina – Sarajevsko polje – Romanija – Drinjača – dolina Drine do Save. Prema istoku je dalje vodila cesta pravcem Narona – Čapljina – Klepci – Stolac – Gradac – Mosko – Panik. U 3.st. djelovala je figlina za proizvodnju opeka i crijepa u Čapljini. U Mogorjelu kod Čapljine bio kasnoantički refugij. Tu je u 4. stoljeću na ruševinama rimske vile izgrađena je rimska utvrda castrum pravilne osnove s kulama na uglovima. Na teritoriji Naronitanskog agera proizvodilo se maslinovo ulje. Ostaci uljare (torkulara) u Mogorjelu jedinstven su nalaz u BiH. I u dolini Bregave je u posljednjim stoljećima starog vijeka vinogradarstvo je bilo značajna privredna grana. U Višićima kod Čapljine je u ruševinama vile suburbane pronađeni su ostatci tijeska s velikim količinama keramike. Na temelju tradicije ranijeg keltskog i rimskog lončarstva počela je i lokalna keramičarska produkcija, a u Višićima se keramika proizvodila u nizu malih odaja koje su se nalazile okolo rimskog bunara.
Prvi se put ime Čapljina spominje 1632. godine kao selo koje je pripadalo mostarskomu kadiluku. Između 1782. i 1880. pripadala je Počitelju, a skupa s njim Stocu. Od 1878. i oslobađanja od Osmanlija u Austro-Ugarskoj. 1885. je izgrađena željeznička pruga koja je prošla kroz Čapljinu, nakon koje se Čapljina gospodarski uzdiže. Godina 1880. ishodište je duhanske industrije u Hercegovini. Car Franjo Josip uveo je Monopolski zakon o duhanu i izdao naredbu o izgradnji tvornica duhana u Mostaru i Sarajevu, te otkupnih ureda u Ljubuškom, Stocu, Mostaru i Trebinju. Duhanske stanice bile su žila kucavica gospodarstva i preživljavanja na kršnom hercegovačkom tlu. Duhanske režije bile su simbol najvažnije gospodarske djelatnosti u Hercegovini. U Čapljini su uz markantnu urbanističku os širenja grada. Preživjele su radničke pobune i ratove, ali ne i tranzicijsku privatizaciju. 8. travnja 1941. u Čapljini su predratni članovi ustaške organizacije svećenici Ilija Tomas i Jure Vrdoljak proglasili NDH, dva dana prije nego što ju je Kvaternik službeno proglasio u Zagrebu. Lipnja 1941. ustaše su počinili strahovite zločine nad Srbima u tom kraju, o čemu je pisao fra Tugomir Soldo.
Godine 1952. osnovana je Tvornica keksa i vafla Lasta, koja proizvodi kekse, čajna peciva, vafle i krekere. 1996. puštena je u pogon Tvornica duhana Čapljina. Godine 2016. dva puta je gorila čapljinska duhanska stanica, kao prethodno ona Čitluku (2010.), Ljubuškom (2013.), Širokom Brijegu (2013.) i dr.

## Gospodarstvo
Prehrambena industrija (Tvornica keksa i vafla Lasta), preradba duhana (Tvornica duhana Čapljina, Duhanska stanica u Čapljini)), proizvodnja trikotaže (Tvornica trikotaže Čapljina), gumenih tehničkih proizvoda, armature. Turizam. Jugoistočno je park prirode i lovište Park prirode Hutovo blato.

## Promet
Postaja uz prugu Ploče – Sarajevo. Čapljina se, zahvaljujući svom zemljopisno položaju nalazi na važnom raskrižju putova, u Čapljini se križaju dva regionalna puta, dva magistralna puta, željeznička pruga te auto – put koridor Vc.

## Poznate osobe
- Dejan Aćimović, hrvatski glumac i redatelj
- Dragan Bender, hrvatski košarkaš
- Mirsad Fazlagić, jugoslavenski nogometaš
- Nikica Jelavić, hrvatski nogometaš
- Vladimir Jelčić, hrvatski rukometaš
- Ivo Miro Jović, član Predsjedništva Bosne i Hercegovine iz reda hrvatskog naroda
- Slobodan Praljak, hrvatski general
- Pamela Ramljak, hrvatska pjevačica
- Jasmin Repeša, hrvatski košarkaš i trener
- Josip Šutalo, hrvatski nogometaš
- Želimir Terkeš, bosanskohercegovački bivši nogometaš i trener
- Marko Vego, hrvatski povjesničar i arheolog
- Dada Vujasinović, srbijanska novinarka

## Spomenici i znamenitosti
- spomenik kralju Tomislavu na Tomislavovu trgu
- spomenik hrvatskoj slobodi
- spomenik čaplji
- spomenik Ivi Dulčiću
- rimska villa rustica iz 4. stoljeća, castrum Mogorjelo
- Uz klasične spomenike, urbani dio Čapljine krase široke ulice, trgovi, bulevari, zelenilo, perivoji, drvoredi, parkovi, cvjetne aleje, igrališta…[4]

## Obrazovanje
U Čapljini postoji Osnovna škola Vladimira Pavlovića te Osnovna škola Čapljina. Čapljina ima svoj srednjoškolski sklop u kojemu se nalaze gimnazija i strukovne škole.

## Kultura
U Čapljini djeluje više kulturno umjetničkih društava koji njeguju običaje Hrvata Hercegovine a i šire. 
- HKUD "Luke", Višići
- HKUD "Naši korijeni", Bobanovo Selo
- HKUD "Zora", Gorica – Struge
- HKUD "Seljačka Sloga", Trebižat
- HKUD "Čapljina", Čapljina
- HKUD "Sv. Ante", Dretelj
- HKUD "Sv. Leopold", Grabovine
- HKUD "Drijeva", Gabela

## Mediji
- Radio Čapljina na hrvatskom jeziku
- Čapljina info, internetski portal na hrvatskom jeziku
- Čapljinski portal, internetski portal na hrvatskom jeziku

## Šport
U Čapljini postoji dugogodišnja sportska tradicija, pogotovo u nogometu, košarci, rukometu, boćanju i odbojci. 
Klubovi:
- HNK Čapljina (u bivšoj Jugoslaviji djelovao pod nazivom FK Borac)
- HKK Čapljina Lasta (u bivšoj Jugoslaviji djelovao pod nazivom KK Borac)
- HOK Čapljina
- HRK Čapljina je bosanskohercegovački rukometni klub iz Čapljine.
- Rukometna akademija Čapljina.

Klubovi u mjesnim zajednicama:
- NK GOŠK Gabela
- HNK Višići
- NK Neretva Čeljevo
- Boćarski klub Čapljina, prvak BiH[13]

## Unutarnje poveznice
- Most dr. Franje Tuđmana (Čapljina)

## Vanjske poveznice
- Službena stranica grada Čapljine
- Čapljinski Portal
- Čapljinske novine  Arhivirana inačica izvorne stranice od 30. svibnja 2013. (Wayback Machine)